# Chautauqua Airlines
Chautauqua Airlines war eine amerikanische Regionalfluggesellschaft mit Sitz in Indianapolis und ein Tochterunternehmen der Republic Airways Holdings. Sie betrieb ihre Flugzeuge im Regionalverkehr für mehrere große US-amerikanische Fluggesellschaften.

## Geschichte

### Gründung und erste Jahre
Die Gesellschaft wurde 1973 in Jamestown am namensgebenden Chautauqua Lake vom ehemaligen Chefpiloten der Mohawk Airlines, Joel Hall, und seiner Frau Gloria gegründet. Die Fluggesellschaft sollte im Auftrag von Allegheny Airlines Regionalflüge durchführen, da Allegheny sich auf längere Strecken konzentrieren wollte.
Chautauqua leaste 1974 zwei Beech 99, die unter dem Namen Allegheny Commuter die Strecken Jamestown – Pittsburgh und Jamestown – Buffalo bedienten. Im Jahr 1979 kamen zwei Short 330 hinzu, die Canton/Akron mit Pittsburgh verbanden. Nach der Namensänderung der Allegheny in USAir änderte auch Chautauqua ihren Namen in USAir Express. Mit der Indienststellung von 19-sitzigen Fairchild Metro III kamen 1984 neue Routen hinzu. Im Jahr 1988 verkaufte Joel Hall die Fluggesellschaft an GAC, Tochtergesellschaft der Guarantee Security Life Insurance Company. Die Flotte wurde darauf durch zwölf Saab 340 ersetzt. Nach der Insolvenz der Guaranty Security Life 1991 fiel die Firma an die Versicherungsbehörde Floridas.
Im Jahr 1992 wurde die Gesellschaft zum Verkauf ausgeschrieben. Im August 1992 stoppte die Behörde das Bieterverfahren. Die Behörde setzte nun Edward London, einen ihrer Berater, als CEO ein. Obwohl nicht aus der Luftfahrtbranche, steuerte er die Fluggesellschaft zum Erfolg. Im Jahr 1993 wurden mit 16 Flugzeugen 18 Städte bedient. Wegen finanzieller Probleme der USAir brachen die Passagierzahlen bei Chautauqua ein. USAir bediente nun die Routen nach Pittsburgh selbst mit den beliebteren Jets. Im Jahr 1994 wurde ein neuer Vertrag mit USAir unterzeichnet. Chautauqua tauschte sein Streckennetz mit der USAir-Tochter Jetstream International und zog samt Personal nach Indianapolis um.
Zusätzlich zu den 44 täglichen Jetstream-Strecken erweiterte man das Netz um 15 weitere und übernahm 1995 alle BAe Jetstream 31 von Jetstream International, die sich nun PSA Airlines nannte. USAir strich den Minihub Indianapolis und Chautauqua übernahm deren Dienste. Im Jahr 1997 wurde USAir in US Airways umgetauft und Chautauqua nannte sich jetzt US Airways Express. Man erweiterte das Netz jetzt auf Strecken nach Kanada. Im Jahr 1998 kaufte die Investmentfirma Wexford Management das Unternehmen und setzte Edward Wegel als CEO ein. Dieser bestellte sofort 60 Embraer-Regionaljets mit einer Kapazität von 37 und 50 Sitzen. Trotz der Probleme mit den Pilotengewerkschaften wurden zuerst zehn Embraer 145 eingesetzt. Zur Wahl standen Flüge unter eigenem Namen oder Flüge unter dem Namen weiterer großer Fluggesellschaften. Im November unterzeichnete TWA einen Zehnjahresvertrag.

### Seit 2000
Im Jahr 2001 schloss man eine weitere Partnerschaft mit America West Airlines und 2002 einen Vertrag mit Delta Air Lines. Nach Beendigung des Vertrages mit America West setzte man die zwölf Flugzeuge für Delta Connections ein.
Im Jahr 2004 folgte als nächster Großkunde United Airlines. Für United Express setzte Chautauqua 16 Embraer 145 ein, die Schwestergesellschaft Republic Airlines 16 Embraer 170. Die 2001 gegründete Holding Republic Airways brachte Chautauqua, Republic und die 2005 gekaufte Shuttle America erfolgreich an die Börse. Die Bandbreite der Fluggesellschaft erstreckte sich nun von der 37-sitzigen Embraer 135 bis zur 86-sitzigen Embraer 175. Mit einer Flotte von zeitweise 150 Regionaljets bot der Airlineverbund täglich über 1000 Flüge zu 97 Städten in 36 Bundesstaaten sowie nach Kanada, Mexiko und die Karibik an.
Am 1. Oktober 2010 fusionierten die UAL Corporation und die Continental Airlines zu den United Continental Holdings, die neue Holding für United Airlines. Durch die Fusion wurde auch der Regionalpartner der Continental Airlines, Continental Connection, Partner von United Express. Damit war Chautauqua Airlines auch Partner von United Express. Diese Verbindung wurde zwischenzeitlich jedoch wieder gelöst.
Am 28. Juli 2014 informierte Republic Airways Holdings, dass Chautauqua Airlines Ende Jahr in Shuttle America integriert wird, um Kosten zu sparen. Die verbleibenden 41 Flugzeuge des Typs ERJ-145 würden an Shuttle America übergeben. Am 31. Dezember 2014 wurde der letzte Flug durchgeführt (für Delta Connection). Dann wurde der Betrieb eingestellt und die Mitarbeiter und Flüge an die Schwesterngesellschaft Shuttle America übergeben. Der Grund waren Kostenersparnisse durch die Reduktion von Air Operator Certificates.

## Flugziele
Chautauqua Airlines betrieb ihre Flugzeuge im Wetlease, also im Auftrag und mit Bemalung der Fluggesellschaften unter deren Regionalmarken American Connection und Delta Connection. Sie diente als Zubringer aus der Provinz zu den großen Drehkreuzen und bot Flüge zwischen den Geschäftszentren an, die mit großen Flugzeugen nicht wirtschaftlich bedient werden konnten. Die Passagiere genossen dabei alle Vorzüge der großen Gesellschaften, wie Bonusmeilen und die Nutzung von Flughafenlounges.

## Flotte
Vor der Betriebseinstellung im Dezember 2014 bestand die Flotte der Chautauqua Airlines zuletzt aus 47 Flugzeugen des Typs Embraer ERJ 145, die für Delta Connection betrieben wurden.